# Cleora viettei
Cleora viettei là một loài bướm đêm trong họ Geometridae.